# Bhimaites
Bhimaites – rodzaj głowonogów z wymarłej podgromady amonitów.
Żył w okresie kredy (alb - cenoman).